# Edgerton (Missouri)
Edgerton és una població dels Estats Units a l'estat de Missouri. Segons el cens del 2000 tenia 533 habitants.

## Demografia
Segons el cens del 2000, Edgerton tenia 533 habitants, 202 habitatges, i 159 famílies. La densitat de població era de 556,2 habitants per km².
Dels 202 habitatges en un 38,1% hi vivien nens de menys de 18 anys, en un 69,8% hi vivien parelles casades, en un 7,4% dones solteres, i en un 20,8% no eren unitats familiars. En el 18,3% dels habitatges hi vivien persones soles el 7,9% de les quals corresponia a persones de 65 anys o més que vivien soles. El nombre mitjà de persones vivint en cada habitatge era de 2,64 i el nombre mitjà de persones que vivien en cada família era de 3,01.
Per edats la població es repartia de la següent manera: un 27,2% tenia menys de 18 anys, un 7,5% entre 18 i 24, un 30,6% entre 25 i 44, un 23,5% de 45 a 60 i un 11,3% 65 anys o més.
L'edat mediana era de 38 anys. Per cada 100 dones de 18 o més anys hi havia 102,1 homes.
La renda mediana per habitatge era de 42.411 $ i la renda mediana per família de 50.625 $. Els homes tenien una renda mediana de 35.167 $ mentre que les dones 23.125 $. La renda per capita de la població era de 18.444 $. Entorn del 7,5% de les famílies i el 9,8% de la població estaven per davall del llindar de pobresa.

## Poblacions més properes
El següent diagrama mostra les poblacions més properes.